# Ōmachi (Saga)
Ōmachi (大町町?) è una cittadina giapponese della prefettura di Saga.